# Tour Inimitable
La Tour Inimitable è la torre civica (beffroi) di Bruxelles e sorge al centro della facciata del suo Municipio. Costituisce uno notevole esempio di architettura gotica brabantina.

## Storia
Venne eretta fra il 1449 e il 1454 da Jan van Ruysbroeck, architetto di corte di Filippo il Buono, a sostituzione del precedente Beffroi, più piccolo. 

## Descrizione
Alta 96 metri si presenta come una forte torre quadrata coronata da una svettante guglia ottagonale traforata circondata da quattro torrette angolari. Lo slancio, la grazia delle forme e il suo straordinario equilibrio di masse le valsero fin dall'inizio l'appellativo di Tour Inimitable.
In cima alla guglia è il gruppo di San Michele e il diavolo, emblema della città; statua in rame dorato alta circa 5 metri opera del 1454 di Marten van Rode.